# اولین عشق (ترانه جنیفر لوپز)
«عشق اول» تک‌آهنگی از هنرمند اهل ایالات متحده آمریکا جنیفر لوپز است که در ۱ مه ۲۰۱۴ منتشر شد.
این تک‌آهنگ در جایگاه ۸۷ جدول ۱۰۰ ترانه داغ بیلبورد آمریکا قرار گرفت.
مدل بریتانیایی، دیوید گندی در نماهنگ عشق اول حضور یافت.